# Кистович-Гиртбан, Ирен Александровна
Ирен Александровна Кистович-Гиртбан (род. 30 мая 1969 год в истории изобразительного искусства СССР) — российский художник, искусствовед, куратор, эксперт. Литературный псевдоним "Ирен Гиршман". Исследователь и эксперт изобразительного искусства Туркменистана XIX—XXI веков, истории русской школы живописи в Туркменистане. В пластических искусствах (графика, живопись, объёмная камнерезная мозаика) художника интересует синтез Востока и Запада, актуальность культуры Древнего Ближнего Востока в современном формате. Автор эскизов композиций в технике объёмной камнерезной мозаики, продолжила восточную линию российской камнерезной школы мозаики. Работы выполнены в сотрудничестве с мастерами Уральской школы резьбы по камню.
Член Союза художников Туркменистана (2000). Член Творческого союза художников России (2023)

## Биография
Родилась в семье, тесно связанной с искусством. Отец — Александр Александрович Кистович, Первый заместитель председателя Верховного суда Туркмении по уголовным делам, позже — начальник аналитического отдела Государственного арбитража Туркменистана. В юношеские годы серьёзно занимался живописью, намереваясь поступать в институт им. И. Е. Репина. Библиофил.
Мать — Людмила Ивановна Кистович, журналист, искусствовед, член Союза журналистов СССР, член Союза художников Туркменистана, галерист. Заведующая отделом литературы и искусства газеты «Знамя Октября» (1974—1990). Автор статей о советском, туркменском театре, кино, изобразительном искусстве, интервью с Н. Рамишвили, Н. Фатеевой, М. Тереховой, О. Далем и мн. др.
Основала в 1997 году художественную галерею «Мяхир» («Нежность» (туркм.), находилась: Государственный комитет Туркменистана по спорту и туризму). Галерея сотрудничала с Иззатом Клычевым, с ведущими туркменскими художниками, с участниками группы «Семёрка». была просветительским культурным центром для представителей дипломатических миссий, проводила международные проекты с участием художников и фотографов Туркменистана, Англии, России, Франции, Турции, Пакистана, Китая, США, международные конкурсы детского рисунка совместно с посольством США и журналом «Child Art». В галерее состоялся фотопроект работ Посла Её Британского Величества в Республике Туркменистан Нила Хука / Neil Hook.

### Творчество
Ирен Кистович, участь в ашхабадской детской художественной школе им. Б. Нурали, занималась живописью у Геннадия Бабикова, одного из старейших художников Туркмении. Окончила Санкт-Петербургское художественное училище им. Н. К. Рериха по специальности «художник-живописец», курс М. И. Шувалова (выпускник Академии художеств им. И. Е. Репина, творческая мастерская Е. Е. Моисеенко). Окончила факультет теории и истории искусства Санкт-Петербургской академию художеств имени И. Е. Репина. Научный руководитель диплома «А.П, Остроумова-Лебедева и японская гравюра» — российский японист, кандидат искусствоведения, хранитель коллекции японского искусства в Отделе Востока Эрмитажа Михаил Владимирович Успенский. После его безвременного ухода руководитель — Алла Абдуловна Иванова (Курпатова). Рецензент диплома (защита: 2001) — Анатолий Андреевич Богданов, исследователь искусства стран арабского Востока XVIII—XX вв., автор монографии «А. П. Остроумова-Лебедева» (1976).
В Ашхабаде читала курс лекций по Всеобщей истории изобразительного искусства в Туркменском государственном институте культуры, Государственной Академии художеств Туркменистана. 23 апреля 2014 года в Музее изобразительных искусств Туркмении на открытие юбилейной выставке к 70-ю со дня рождения заслуженного деятеля искусств Туркменистана Какаджана Оразнепесова (1944—2006) состоялась презентация книги И. Кистович «Вкус солнца. Какаджан Оразнепесов», . Равиль Бухараев посоветовал Ирен написать исследование о группе «Семёрка», опубликовав его в журнале «Сибирские огни» (2010), что возродило интерес к группе. Занималась кураторскими проектами в галерее «Мяхир». читала курс лекций по туркменскому изобразительному искусству для иностранных дипломатов и членов их семей.
С середины 90-х годов семью Кистович связала дружба с И.Н Клычевым, поддержавшим идею создания галереи «Мяхир», он предоставлял на проекты галерее свои знаковые произведения. Ценными стали для Ирен беседы с художником, его размышления о дихотомии «Восток-Запад», консультации по вопросам живописи, графики. Этому способствовала совместная работа над будущей монографией о И. Н. Клычеве, начавшаяся с эссе «Romancing the red. Роман с красным цветом» к каталогу выставки художника в Лондоне (2000). По рекомендации И. Н. Клычева вступила в члены Союза художников Туркменистана (2000).

«Ирина даёт искусствоведческий анализ и стремиться раскрыть сущность новых качеств произведений в их самобытном своеобразии, разумно и глубоко раскрывает внутреннюю концепцию и своеобразие в новых произведениях живописи туркменских художников. Ирина Кистович, анализируя творчество каждого художника, его новые работы, стремиться аналитически раскрывать явление в реалистической живописи и в абстрактных произведениях»— Иззат Назарович Клычев

## Критика
«Импрессионистичное ощущение ветхозаветного мира в его пересечении с миром обычных, ныне живущих людей здесь очевидно. Всё диктуется чувством, мгновенным впечатлением. При этом нет крупных полотен и соответственно, очень крупных планов. Создаётся впечатление внезапной встречи, мимолётного прозрения, когда увиденное или услышанное то ли пригрезилось, но ли снизошло в одну ударную минуту, а теперь, как сыпучая материя, просачивается сквозь пальцы и улетучивается в бесконечную перспективу иного времени. Конкретное лицо на полотне принадлежит вечному персонажу священного текста, но выражение его усталого или блаженного лица, вроде бы, очеловечивает библейского героя, делает его таким как мы, понятным и близким. А одновременно даёт понять, как наше земное сознание, фиксирующее лишь понятное и подобное нам самим, коротко и быстротечно. Свободно владеющая искусством живописи и рисунка (за плечами солидная профессиональная школа), хорошо ориентирующаяся в истории восточных искусств и философских течений (культурное взаимодействие Востока и Запада — одна из постоянных её тем), Ирен Кистович деликатно прячет в экспозиции этот свой солидный багаж, не нагружает им зрителя. Знания будто бы остаются под спудом, под водой, на поверхность же явлены нежность и даже наивная оторопь перед космосом божественных откровений.»
Наталья Григорьевна Каминская,
театровед, театральный критик, автор статей о театре в российской и зарубежной периодической печати, автор книг о театре.  Архивная копия от 15 апреля 2021 на Wayback Machine

## Изобразительное искусство
Основная сфера научных и художественных интересов художника связана с искусством и культурой Древнего и Средневекового Востока. В графике занимается поиском синтеза визуального выражения структуры текста, времени и пространства. «В картинах передаёт ощущение движения, потому что движение для неё — это путь для восхождения, молитва человека, ищущего свою дорогу». Важным художник считает отражение вечности и сиюминутности как равнозначных эстетических и философских констант, соединяющей сложность структуры экспрессионизма с лёгкостью мгновенных впечатлений импрессионизма. Работает с ветхозаветными сюжетами, древнееврейскими текстами, ранней арабской рифмованной прозой. Первая серия в графике по мотивам Танаха — с 2005 года.
Увлечена идеей синкретичности музыки и живописи. Соединяет свои картины с музыкальным рядом. «Она облекает звучание ветхозаветных текстов, которые музыкальны по своей природе, в рисунок. При этом стиль художника зависит от фактуры и цвета бумаги. „Белая подобна мрамору — отсекай всё лишнее! Тонированная бумага даёт материал для экспериментов с техникой, но она же и заключает художника в рамки цвета поля листа“, — рассказывает Ирен Кистович». Начала использовать этот приём в кураторских проектах галерее «Мяхир» с 2000 года: выставка члена СХ СССР, Народного художника Туркменистана Джума Амандурдыева (1946—2021) и французского фотографа Жерома Дений «Синтез музыки, архитектуры и живописи. Персидские мотивы». "Для человека, на онтологическом уровне, несомненно, главное содержание категории «жуткое» составляет время, неуловимость темпорального потока. Ирен удалось передать эту неуловимость через синестезию визуального и аудиоряда выставки. Не случайно одна из графических работ, представленных на выставке, — «Книга Притчей Соломоновых 20.12. Ухо слышащее и глаз видящий — и то, и другое создал Господь». И всё это сопровождает тонко выстроенный, порой неожиданный музыкальный фон: Игорь Стравинский, Леонард Бернстайн, Арнольд Шёнберг,Леонард Коэн, Макс Яновский Архивная копия от 26 августа 2013 на Wayback Machine. «Всех их, таких разных, объединила магия псалма, молитвы, их структура, полифония слова и звука», — подчёркивает Ирен Кистович«. 
 Рей Гаванов>
В графике обращается к поэзии Владимира Маяковского, Владимира Высоцкого. Работы к ранним стихотворениям Владимира Маяковского был использована как иллюстративный материал к текстам Андрея Ваганова (Ваганов А.>), к статье о плагиате Юрия Магаршака (Магаршак Ю.>).

Участие в выставках Союза художников Туркменистана с 1995 года, международных с 1997 года.
В искусстве тексты Библии дарят прикосновение к вечности. Их трактовка иррациональна, потому авангардна: она приемлет все формы и течения искусства благодаря мощной энергии первоисточника. Она не терпит одного — фальши. Движение ума и чувства как способ постижения Ветхого Завета становится в другом ракурсе способом диалога с вечностью. Именно таким образом для меня решён вопрос с современным искусством. Когда есть ЧТО сказать, не важно КАК, в какой форме это выразить. Это рождает свободу». И. Кистович

## Объёмная камнерезная мозаика
Работала в технике объёмной камнерезной мозаики в сотрудничестве с мастерами Уральской школы резьба по камню. По её эскизам выполнено более двух десятков произведений, находящихся в частных коллекциях Туркменистана, Австрии, Англии, России, Германии, в музеях Туркменистана. Ко всем камнерезным композициям изданы авторские книги с ограниченным нумерованным тиражом. «В центре научных пристрастий Кистович — соединение культур Востока и Запада, чему посвящён труд „Ex Oriental Lux“. Эту линию она развивает и в технике объёмной камнерезной мозаики совместно с российскими мастерами». (Родионов Дмитрий Викторович.>)
Российское искусство объёмной камнерезной мозаики связано с понятием «русские типы», разработанным К. Фаберже, А. К. Денисовым-Уральским, продолженными современными российскими мастерами. Кистович-Гиртбан предложила уральским камнерезам восточную линию сюжетов, обратившись к мотивам древнеегипетских, вавилонских, парфянских, тюркских, арабских представлений, адаптируя их в современный контекст взаимоотношений человека и общества: «Сокол Гор, побеждающий врагов» (2001—2002), «Митрафарн» (2001), «Источник воды» (2006); «Руах Шемайя (Духи небесные)» (2003); «Гений духа» (по гравюре «Меланхолия», 2000) и мн. др.
Композиции по эскизам Кистович-Гиртбан осуществили мастера: Алексей Антонов, Денис Богомазов, Игорь Сергеев, Константин Кожухов, Фарис Хайранамов, Павел Ветров («Модулор», 2002), Народный художник Туркменистана Сапар Гошаев («Книга Отражения», 1999-2000).
Активные годы деятельности: 1995 — 2011. Кистович Ирен указана в списке российских камнерезов. (>)

## Искусствоведение
Автор статей, эссе, монографий по туркменскому изобразительному искусству, русским художникам, работавших в Туркмении, связи японской ксилографии и русского искусства конца XIX — начала XX веков на примере художников «Мира искусства», культуре и искусству Древнего Востока, средневекового Востока.
Занимается проблематикой русской школы живописи в Туркменистане: Ф. А. Рубо, Н. Н. Каразин, Л. Е. Дмитриев-Кавказский, В. Мазуровский; представителями русского авангарда, судьбами педагогов и выпускников Ударной школы искусств народов Востока (Р. Мазель, О. Мизгирева, А. Владычук и др); туркменскими художниками, переложившими на новый пластический язык традиции русской академической живописи, «сурового стиля», русского импрессионизма, неформальных течений 60-х годов — художниками-шестидесятниками: И. Н. Клычев, С. Г. Бабиков, Г. Ф. Бабиков, «Семёрка», скульптура, почётного члена-корреспондента РАХ К. Ярмамедова, К. Оразнепесова, художников современного туркменского искусства. Автор монографии «Ex Oriente Lux. Миф и реальность» в 5 частях. Публиковала статьи по искусствоведению, истории искусства, участвовала в научных конференциях, в том числе международных с 1994 года.

##### Книги, каталоги
- Romancing the red. Роман с красным цветом. Эссе: каталог выставки Иззата Клычева: Painting. Izzat Klichev. Publisher: Angio-Caspian Services ltd. London 2000. — 40 с. Язык: русский, английский.
- «А. П. Остроумова-Лебедева и японская гравюра». Диплом. Научные руководители: М. В. Успенский; А. А. Иванова. Факультет теории и истории изобразительного искусства Санкт-Петербургского государственного академического института имени И. Е. Репина. 2001. Язык: русский.
- «Тень иероглифа на песке»[49]. Эссе: каталог выставки: «Посвящение маме. Бердыгулы Амансахатов». Ашхабад. 2001. О лауреате Государственной премии СССР, заслуженном деятеля искусств республики Хакасия Б. Амансахатова. Язык: русский, английский.
- «Отражение. Ярлы Байрамов. Марал Атаева». Ашхабад. 2003. — 130 с., 70 цв. илл. Макет Норайр Саргсян. Язык: русский, английский.
- «Вкус солнца. Какаджан Оразнепесов». Киев. 2009. — 200 с. ,100 цв. илл. Макет Норайр Саргсян. Язык: русский, туркменский, английский. ISBN 978-9-6621560-0-3
- «Сутра Сердца. Еды Мадатов». 2009. Каталог. Ашхабад. Макет В. Диденко.
- «Ex Orient Lux. Миф и реальность». Кн. в 5 частях. М. 2014. — 857 с. — 250 цв. илл. Язык: русский. 300 нумерованных экз.
- «Мелодии туркменской души». Вступ. статья: каталог выставки «Живопись Туркменистана. Мелодии туркменской души». Автор-состав. Ирен Кистович: Музей Востока. Москва. 2014. — 106 с. ISBN 8-978-5-903417-65-0. Язык: русский, туркменский
- «Путешествие во времени». Эссе: каталог о Народном художнике Туркменистана Ишагулы Ишангулыеве. Ашхабад.2013
- «Восток. Скульптура. Миф. Клычмурад Ярмамедов». 2018. — 278 с. — 150 цв. илл. Макет Норайр Сагсян. Язык: русский. 2018. Ашхабад. Авт. право заверено нот.
- «Традиции русской академической живописи и Туркменистан. Монтаж смысла». Ретроспективный обзор. М. 2018. — 64 с. — 48 илл. Макет: Норайр Саргсян. Язык: русский.
- «Песнь для восхождения». Эссе: «Заветная песнь радуги. Ирен Кистович. Синтез музыки и живописи»: каталог выставки/ Вступительное слово; Дмитрий Родионов. Макет — Норайр Саргсян. — Москва: ГЦТМ им. А. А. Бахрушина, 2018. — 48 с., илл. ISBN 978-5-604-09548-5

##### Эссе, статьи
- «Петербургская аранжировка" «суровом стиле»: Джеймс МакНилл Уистлер и Иззат Клычев. (страницы хроник Всемирных выставок)» - "Наша улица” № 278 (1) январь 2023
- «Восток. Скульптура. Миф. Клычмурад Ярмамедов. 2017» № 277 (12) декабрь 2022
- «Нонконформизм: туркменский ракурс. Полвека группе СЕМЁРКА» TURKMENPORTAL ноябрь 25 2022
- «Жил один скульптор... Памяти Нурмухаммеда Атаева» InfoAbad ноябрь 17 2022
- «Диалоги с мастером...» - "Наша улица” № 276 (11) ноябрь 2022
- «Восток. Скульптура. Миф» - "Наша улица” № 275 (10) октябрь 2022
- «Шатёр Солнца Михаила Верхоланцева» - Журнал "ТРЕТЬЯКОВСКАЯ ГАЛЕРЕЯ" #2 2022
- «Опыт евразийского синтеза музыки и живописи». Вступ. ст. в сб.: Гусейнов М. С. Балханские эскизы [Ноты] = Balkhan sketches: пьесы-фантазии для фортепьяно/ Мамед Гусейнов; вступ. статья Ирен Кистович. — Москва: Музыкант-классик. 2018. — 40 с. Цв. портр., цв. илл.; ст. Елены Володиной «Балханские эскизы». Статья о проблематике синтеза искусств на примерах произведений Андо Хиросигэ, Л. Бакста, В.Верещагина, В. Гартмана, В. Мазуровского.
- «Архитектура как концепция могущества страны, или Эффект ОЭ». Глава из 2 ч. книги «Ex Oriente Lux»: «Наставление правителям: Абу Хамид аль Газали — Мухаммаду ибн Малик-шаху…». КУРАК. Центральноазиатской альманах: искусство и общество. № 4. 2010—2011. С. 76-83.
- «Туркменская „Семёрка. Размышление об уходящем“[50]». Журнал Сибирские огни (журнал). 2010. № 5/1.
- «Перформанс жизни». КУРАК. Центральноазиатский альманах: искусство и общество. № 3. 2008—2009.2009. С. 88 — 96. Эссе о жизни и деятельности О.Мизгиревой, Р. Мазеля, А.Владычука.
- «Роман с жизнью. Иззат Клычев. Памяти художника». Нейтральный Туркменистан. 12 января 2009. № 10 (25486).
- «Очарование души». О Народном художнике Туркменистана, скульпторе Еды Мадатове. «Нейтральный Туркменистан». 2009.
- «Таинство красоты». О народном художнике Туркменистана, скульпторе, почётном иностранном члене-корреспонденте РАХ Бабасары Аннамурадове. Нейтральный Туркменистан. 2008.
- «Блажен, кто верует». О творчестве члена группы «Семёрка», заслуженного деятеля искусств Туркмении, лауреата премии им. Махтумкули Мамеде Мамедове. 2008.
- 2006 «Станислав Бабиков: симфония цвета». Международный ежегодник «Культурные ценности» Архивная копия от 12 апреля 2021 на Wayback Machine.[51] 2004—2006. Центральная Азия в прошлом и настоящем. Санкт-Петербург. Филологический факультет Санкт-Петербургского Государственного университета, 2008. С. 84 — 94.
- «Современная туркменская живопись. Традиции и тенденции». Нейтральный Туркменистан. 2005.
- «Живопись эпохи Независимости». Международный журнал «Мирас» Архивная копия от 13 апреля 2021 на Wayback Machine. № 2. 2004.
- «Вкус солнца на губах». О творчестве заслуженного деятеля искусств Туркменистана Какаджана Оразнепесова. «Нейтральный Туркменистан.». 1998.
- «Графика души». О творчестве графика Мереда Клычева. «Нейтральный Туркменистан». 1997.
- «Цель творчества — самоотдача». О творчества члена группы «Семёрка» К. Бекмурадове. «Эдебият ве сунгат». 16 февраля 1996 (№ 7 (3026). Язык: туркменский.
- «Судьбу не выбирают». О лауреате Государственной премии СССР, Народном художнике Туркменистана Гусейне Гусейнове. «Нейтральный Туркменистан». 1996.
- «Мыслитель, поэт, наставник. Образ Довлетмамеда Азади в туркменском изобразительном искусстве». «Нейтральный Туркменистан». 1996.
- «Напоминание о треске веток сухих под ногами, о запахе асфальта…К 60-му юбилею мастера». О творчестве С. Бабикове. Туркменская искра. 1995.
- «Этот дивный шамот». О творчестве народной художнице Туркменистана керамистки Марал Атаевой. «Туркменская искра». 1994.
- «Амрита Шер-Гил и Рабиндранат Тагор». «Туркменская искра». 23 ноября 1994.

## Некоторые кураторские проекты
- с 1997 по 2014 проекты в галерее «Мяхир». Ашхабад.
- 1997 «Мяхир» означает «Нежность». «Мяхир».
- 1998 Туркменистан. История и современность. Фотопроект авторских работ Посла Её Британского Величества в Республике Туркменистан Нила Хука / Neil Hook (1995—1998). «Мяхир».
- 1999 "Великолепная «Семёрка». «Мяхир».
- 2000. «Синтез музыки, архитектуры и живописи. Персидские мотивы». «Мяхир».
- 2001. «Гранатовая рапсодия: „Счастье“ Иззата Клычева». «Мяхир».
- 2008. «Памяти художника. Посвящение Иззату Клычеву». «Мяхир».
- 2009. «STILLS». Фотопроект Центральной Азии.
- 2012. «Сердолик и бирюза». Выставка молодёжной секции СХ Туркменистана. Выставочный зал СХ Туркменистана. Ашхабад.
- 2014 «Живопись Туркменистана. Мелодии туркменской души». Ретроспекция туркменской живописи. Совместно с Т. К. Мкртычевым. Музей Востока. Москва.
- 2018. «Заветная песнь Радуги. Ирен Кистович. Синтез музыки и живописи». ГЦТМ им. А. А. Бахрушина. Москва.

## Публикации
- В.Скурлов, Т. Фаберже, В. Илюхин. [Скурлов В., Фаберже Т., Илюхин В. С. 552—553 К. Фаберже и его продолжатели. Русские типы.] / Коллективная монография под общей редакцией В. В. Скурлова. — СПб.: Лики России, 2009. — С. 552—553; 634. — 639 с. с. — ISBN 978-5-87417-292-3
- Гаванов Рэй. Слушая нарисованный Космос. Полоска света между двумя безднами небытия] (рус.) // Независимая газета : газета. — М., 2018. — 26 сентябрь (№ 205 (7397)). — С. 16.[52]
- Каминская Н. Г. Увидеть музыку / To see the music.] (рус.; англ.) // Сцена : журнал. — 2018. — № 5 (115). — С. 37-38. — ISSN 1817 — 6542.
- Родионов Д. В. [Родионов Д. 2018 Радуга, которую сочинила Ирен] (рус.) // ГЦТМ им. А. А. Бахрушина : каталог. — М., 2018. — С. 3. — ISBN 978-5-6040954-8-5
- Выставку Ирен Кистович представят в сопровождении музыки Стравинского и Бернстайна: журнал: Музыкальная жизнь. М. 11 сентября 2018.
- Икар Пасевьев. «Нежность» — Туркменистан в мировом сообществе". «Нейтральный Туркменистан». 30 июня 1997. № 156 (21688).
- Р. Базаров. «Мяхир» собирает друзей". «Нейтральный Туркменистан». 22 июня 1998. № 153 (22001).
- И. Барханов. «Мой мир в 2000 году». О конкурсе детского рисунка, проведённого галерей «Мяхир». «Нейтральный Туркменистан». 21 декабря 1998. № 314 (22162).
- И. Барханов. «Загадочный мир Востока». О выставке «Персидские мотивы» с участием французского фотографа Жерома Дений и туркменского художника Джума Джумадурды. «Нейтральный Туркменистан». 29 марта 2000. № 79 (22590).
- С. Сердарова. «Мир — 2000 глазами детей». О конкурсе детского рисунка, проведённого совместно Посольством США и галерей «Мяхир». «Нейтральный Туркменистан». 19 января 2000. № 16 (22527).
- Людмила Кистович. «Роскошь общения. Международном женском клуб AIWC». «Нейтральный Туркменистан». 6 июня 2000.

## Собрания
- ГЦТМ им. А. А. Бахрушина. Москва
- Музей изобразительных искусств Туркмении. Ашхабад.
- Национальный культурный центр Туркменистана. Ашхабад.
- Частные собрания России, Австрии, Германии, США, Англии, Израиля, Латвии, Туркменистана, Китая, Пакистана, Малайзии, Гонконга.